# De Hirsh Margules
De Hirsh Margules (né en 1899 à Iași et mort le 3 février 1965 à New York) est un peintre américain d'origine roumaine.

## Biographie
De Hirsh Margules meurt à 65 ans à Greenwich Village.

## Expositions
- Brooklyn Museum, Dim-Out[2].
- Museum of Modern Art[3].